# Varennes-sur-Loire
Varennes-sur-Loire – miejscowość i gmina we Francji, w regionie Kraj Loary, w departamencie Maine i Loara.
Według danych na rok 2010 gminę zamieszkiwało 1891 osób, a gęstość zaludnienia wynosiła 83 osoby/km².